# Кочела
Кочела е долина в Южна Калифорния, Съединените американски щати.
Дълга е около 72 км, а е широка около 24 км. В долината живеят около 600 000 души. Намира се в окръг Ривърсайд, източно от градовете Ривърсайд и Сан Бернардино. Най-населеният град в долината към 2008 г. е Индио с население от 84 443 жители. Към 2000 г. по данни на Бюрото за преброяване на населението около 35% от жителите са с испано-латински произход.